# Rakůvka
Rakůvka (en allemand : Klein Rakau) est une commune du district de Prostějov, dans la région d'Olomouc, en République tchèque. Sa population s'élevait à 105 habitants en 2023.

## Géographie
Rakůvka se trouve à 4 km au nord-est du centre de Konice, à 20 km au nord-ouest de Prostějov, à 23 km à l'ouest d'Olomouc et à 188 km à l'est-sud-est de Prague.
La commune est limitée par Hačky au nord et au nord-est, par Bohuslavice au nord-est, par Raková u Konice à l'est et au sud, et par Ochoz et Hvozd à l'ouest.

## Histoire
La première mention écrite de la localité date de 1371.

## Transports
Par la route, Rakůvka se trouve à 5,6 km de Konice, à 24 km de Prostějov, à 27 km d'Olomouc et à 240 km de Prague.